# Caio Pacheco
Caio De Souza Pacheco (Río Claro (São Paulo), 22 de febrero de 1999) es un baloncestista brasileño con pasaporte portugués que pertenece a la plantilla de Club Basquet Coruña de la Primera FEB. Con 1,90 metros de estatura, juega en la posición de base.

## Trayectoria deportiva
Nacido en Río Claro (São Paulo) y formado en las categorías inferiores de la Sociedade Esportiva Palmeiras, pero la no existencia de un equipo profesional en su club, hizo que en enero de 2018 firmara por el Bahía Basket de la Liga Nacional de Básquet, presidido por el exjugador Pepe Sánchez, primer jugador argentino en jugar en la NBA y muy conocido en la liga ACB.
En la temporada 2018-19 disputa 19 partidos en los que promedia 5,63 puntos por encuentro. En la siguiente temporada disputó 21 partidos en los que promedió 19,43 puntos.
En la temporada 2020-21, disputaría 30 partidos en los que promedia más de 16 puntos, 5 rebotes y 5 asistencias por encuentro.
El 2 de marzo de 2021, firma un contrato temporal de un mes con el UCAM Murcia de la Liga Endesa, cedido por el Bahía Basket de la Liga Nacional de Básquet de Argentina para suplir la lesión de Isaiah Taylor. Tras disputar tres partidos con el equipo murciano regresa a la disciplina del Bahía Basket.
El 19 de julio de 2021, firma por el Victoria Libertas Pesaro de la Lega Basket Serie A.
El 11 de noviembre de 2021, firma por el MKS Dąbrowa Górnicza de la Polska Liga Koszykówki.
En la temporada 2022-23 jugaría con los Capitanes de Ciudad de México de la NBA G-League.
El 1 de agosto de 2023, el jugador firma por el Real Betis Baloncesto de la Liga LEB Oro.
El 22 de diciembre de 2023, firma por el CB Tizona de la Liga LEB Oro.
El 10 de julio de 2025, firma por el Club Basquet Coruña de la Primera FEB.

## Internacional
El 27 de noviembre de 2020 debuta con la Selección de baloncesto de Brasil, en un partido clasificatorio de la Campeonato FIBA Américas, frente a la Selección de baloncesto de Panamá en el que anota 17 puntos. Al día siguiente, frente a la Selección de básquetbol de Paraguay anotaría 18 puntos.